# Liste der Landwirtschaftsminister von Baden-Württemberg
Liste der Landwirtschaftsminister von Baden-Württemberg.

## Landwirtschaftsminister Südbaden (1946–1952)
| Name                | Amtsantritt                    | Kabinett                 | Partei              |
| ------------------- | ------------------------------ | ------------------------ | ------------------- |
| Anton Hilbert       | 3. Dezember 1946               | Staatssekretariat Wohleb | BCSV                |
| Lambert Schill      | 6. August 1947 23. Januar 1948 | Wohleb I Wohleb II       | BCSV, (ab 1947 CDU) |
| Alfons Kirchgässner | 14. Juli 1948 22. Februar 1949 | Wohleb II Wohleb III     | CDU                 |

## Landwirtschaftsminister Württemberg-Baden (1946–1952)
| Name               | Amtsantritt       | Kabinett  | Partei |
| ------------------ | ----------------- | --------- | ------ |
| Heinrich Stooß     | 16. Dezember 1946 | Maier II  | CDU    |
| Friedrich Herrmann | 11. Januar 1951   | Maier III | DVP    |

## Landwirtschaftsminister Württemberg-Hohenzollern (1946–1952)
| Name       | Amtsantritt                                    | Kabinett              | Partei |
| ---------- | ---------------------------------------------- | --------------------- | ------ |
| Franz Weiß | 10. Dezember 1946 8. Juli 1947 13. August 1948 | Schmid II Bock Müller | CDU    |

## Landwirtschaftsminister Baden-Württemberg (seit 1952)
| Name               | Amtsantritt                                                                                                   | Kabinett                                                                         | Partei  |
| ------------------ | --- | -------------------------------------------------------------------------------- | ------- |
| Friedrich Herrmann | 25. April 1952                                                                                                | Maier                                                                            | FDP/DVP |
| Eugen Leibfried    | 7. Oktober 1953 19. November 1953 9. Mai 1956 17. Dezember 1958 23. Juni 1960 11. Juni 1964 16. Dezember 1966 | Müller I Müller II Müller III Kiesinger I Kiesinger II Kiesinger III Filbinger I | CDU     |
| Friedrich Brünner  | 12. Juni 1968 8. Juni 1972                                                                                    | Filbinger II Filbinger III                                                       | CDU     |
| Gerhard Weiser     | 2. Juni 1976 30. August 1978 4. Juni 1980 6. Juni 1984 8. Juni 1988 13. Januar 1991 11. Juni 1992             | Filbinger IV Späth I Späth II Späth III Späth IV Teufel I Teufel II              | CDU     |
| Gerdi Staiblin     | 11. Juni 1996                                                                                                 | Teufel III                                                                       | CDU     |
| Willi Stächele     | 12. Juni 2001                                                                                                 | Teufel IV                                                                        | CDU     |
| Peter Hauk         | 29. April 2005 14. Juni 2006                                                                                  | Oettinger I Oettinger II                                                         | CDU     |
| Rudolf Köberle     | 24. Februar 2010                                                                                              | Mappus                                                                           | CDU     |
| Alexander Bonde    | 12. Mai 2011                                                                                                  | Kretschmann I                                                                    | Grüne   |
| Peter Hauk         | 12. Mai 2016 12. Mai 2021                                                                                     | Kretschmann II Kretschmann III                                                   | CDU     |